# آيت ربعية 2 (آيت سدرات السهل الشرقية)
آيت ربعية 2 هي إحدى مشيخات المملكة المغربية، تتبع جغرافيا لإقليم تنغير وإداريًا لآيت سدرات السهل الشرقية. يقدر عدد سكانها بـ 27 نسمة حسب الإحصاء الرسمي للسكان والسكنى لسنة 2004.